# 西川郵便局 (山形県)
西川郵便局（にしかわゆうびんきょく）は山形県西村山郡西川町にある郵便局。民営化前の分類では集配特定郵便局であった。

## 概要
住所：〒990-0799 山形県西村山郡西川町海味山岸481-1

## 沿革
- 1874年（明治7年）12月16日 - 海味（かいしゅう）郵便取扱所として開設[1]。
- 1875年（明治8年）1月1日 - 海味郵便局（五等）となる。
- 1885年（明治18年）10月1日 - 貯金取扱を開始。
- 1891年（明治24年）1月16日 - 為替取扱を開始。
- 1958年（昭和33年）12月15日 - 羽前西山郵便局から電話交換事務の取扱を廃止[2]。
- 1959年（昭和34年）12月 - 局舎新築落成。
- 1969年（昭和44年）9月21日 - 間沢郵便局から和文電報配達業務を移管。
- 1971年（昭和46年）8月18日 - 電話交換業務を寒河江電報電話局に移管。
- 1988年（昭和63年）10月17日 - 羽前西山郵便局[3]および本道寺郵便局から集配業務を移管されるとともに、西川郵便局に改称。
- 1993年（平成5年）3月31日 - 本道寺郵便局の廃止に伴い、取扱業務を承継。
- 2007年（平成19年）10月1日 - 民営化に伴い、併設された郵便事業寒河江支店西川集配センターに一部業務を移管。
- 2012年（平成24年）10月1日 - 日本郵便株式会社発足に伴い、郵便事業寒河江支店西川集配センターを西川郵便局に統合。

## 取扱内容
- 郵便、印紙、ゆうパック、内容証明
- 貯金、為替、振替、振込、国際送金、国債
- 生命保険、バイク自賠責保険
- ゆうちょ銀行ATM
- 西村山郡西川町内の集配業務

## 周辺
- 西川町役場
- 西川町立病院
- 西川町立西川小学校
- 国道112号
- 寒河江川

## アクセス
- 山交バス、西川町営バス 役場前停留所下車
- 山形自動車道 西川ICよりすぐ
- 駐車場あり：8台